# Toufen
Toufen est une commune du comté de Miaoli à Taïwan.

## Démographie
En janvier 2017, la ville comptait 103 162 habitants.